# マリア2 受胎告知の謎
『マリア2 受胎告知の謎』（マリアツー じゅたいこくちのなぞ）は、1999年8月5日にアクセラより発売されたPlayStation用ゲームソフト。『マリア 君たちが生まれた理由』の続編作品。2000年3月10日にはWindows 95用がブレイクより発売、2001年7月19日には廉価版がフォーウィンズより発売された。

## 概要
前作の2年後の世界が描かれており、前作の舞台となった病院や前作の登場人物も本作中に登場するが、基本的に前作の物語の流れや設定が本作の物語の進行に影響を及ぼすことはなく、前作と世界観を共有しているのみの別作品といってもよい。
ゲームシステムは前作を踏襲しており、登場人物間でテキストでの会話を交わす会話パートを主とし、クライマックスなどの重要な場面はムービーに切り替わる。建物内で物語進行に必要なアイテムを捜すような場面ではリアルタイム･パートに切り替わり、プレイヤーが主人公を操作して建物内を動き回る。また、情報源として主人公の操作するパソコンに他の人物のメールが届くことも前作同様である。
マルチエンディングを採用しており、1周目に到達できるエンディングは3通りだが、エンディング後のゲームデータをセーブして2周目以降をプレイすると、ゲーム中盤の主人公の行動次第でもう一つのシナリオへ分岐でき、さらに2通りのエンディングを見ることができるので、計5つのエンディングが存在することになる。
1周目のみでプレイ可能なシナリオは「逃亡編」、2周目以降で分岐可能なシナリオは「究明編」と呼ばれる。シナリオ名が示す通り、前者では正体の見えない敵に追われ続ける逃避行が主で、後者では前者で明らかにならなかった事件全体の真相を突き止めることができる。

## ストーリー
60年代、南極で海遊性ほ乳類の一種と思われる凍結死体が発見された。調査の結果、死体は雄のジュゴンであることが判明した事で騒ぎは収まるかに見えていた。しかしDNA分析をしたことで事態は急変。この生物が実際に凍結された時期は1000年以上も前で、その正体はジュゴンの祖先で500年程前に既に絶滅している筈の「祖ジュゴン」であることが判明したのである。これこそが、人魚伝説の真のモデル…。海遊性ほ乳類研究の新分析を切り拓く新たなテーマ…。それから数十年後、この研究を続けた慈愛堂生物研究所では、ある発表が着々と準備されていた。その研究所へ、テレビ局の新米社会部記者・国友真理亜が上司の使いでフロッピーディスクを受け取りに行くところから物語は始まる。
真里亜はある日、取材のために慈愛堂生物研究所所長で生物学者の亜門博士のもとを訪ねる。博士の魅力ある人柄や興味深い話に次第に惹かれる真里亜。しかしその夜、博士が研究所で死体で発見されたというニュースが流れ、しかも真里亜が研究所で出会った青年、博士の助手の景山純に博士殺害の容疑がかかっているという。ひょんなことから景山を匿う羽目になった真里亜は、共に事件の真相を追い始めるが、やがて思いもよらぬ巨大な陰謀へと巻き込まれてゆく。

## 登場人物
国友 真里亜（くにとも まりあ）
声：松本梨香
本作の主人公。テレビ局「さくらテレビ」の社会部に勤務する新人ジャーナリスト。明朗活発だが、そそっかしいのが玉に瑕。事件の謎を解明していくうちに心も成長していき冷静な面もみせるようになる。24歳。
景山 純（かげやま じゅん）
声：子安武人
慈愛堂生物研究所（慈愛堂医科大学生物研究所）に勤務する青年で、所長の亜門博士の助手。博士の最も信頼する人物だが、博士殺害の濡れ衣を着せられてしまう。26歳。
桜沢 比奈子（さくらざわ ひなこ）
声：星野千寿子
さくらテレビの頭脳といえるシステム開発部に勤務するプログラマー。真里亜の親友。真里亜とは対照的に落ち着いた性格。ゲーム中では比奈子が作った、パスワード解析プログラムを真理亜が使う。24歳。
安藤 乱（あんどう らん）
声：藤本譲
さくらテレビ社会部の室長。頑固だが情熱的な面もあり、部下の真里亜を始めとする多くの社員に慕われている。45歳。
鷲崎 マリア（わしざき マリア）
声：川田妙子
中学生にして大検に合格した天才少女。物語のキーとなるもう1人の「マリア」。13歳
鷲崎 豪（わしざき ごう）
声：大友龍三郎
鷲崎マリアの父親で厚生大臣。史上最年少で議員、次いで大臣となり、次期内閣官房長官の呼び声も高いサクセス政治家。44歳。
亜門 京介（あもん きょうすけ）
声：大塚周夫
慈愛堂生物研究所の所長。希少生物の研究をしており、ノーベル化学賞受賞者でもある。安藤の知人。70歳。
緑川 冴子（みどりかわ さえこ）
声：田中敦子
世界の難病や伝染病を研究する医療団体「ヒール財団」の理事長。未婚でありながら娘を儲けたが、その娘を7歳の若さにして失っている。39歳。
後藤 海人（ごとう かいと）
声：渋谷茂
さくらテレビの人気キャスター。真里亜の憧れの人。26歳。
水谷 敦（みずたに あつし）
声：平川大輔
慈愛堂生物研究所の警備員。「究明編」で真里亜に大きく関ってくる。21歳。
二階堂 巌（にかいどう いわお）
声：相沢正輝
警視庁秘密捜査課の刑事を名乗る謎の黒眼鏡の男。真里亜たちの行動を冷徹に阻むが、何故か鷲崎マリアには愛情を示す。37歳。
ニコライ・レヴィ
前作でも登場した希望の丘教会の神父。フランス出身。57歳。
高野 潤（たかの じゅん）
前作の主人公。医師を退職して音楽家を営んでいる。回想シーンのみ登場。